# Orden del Grifón

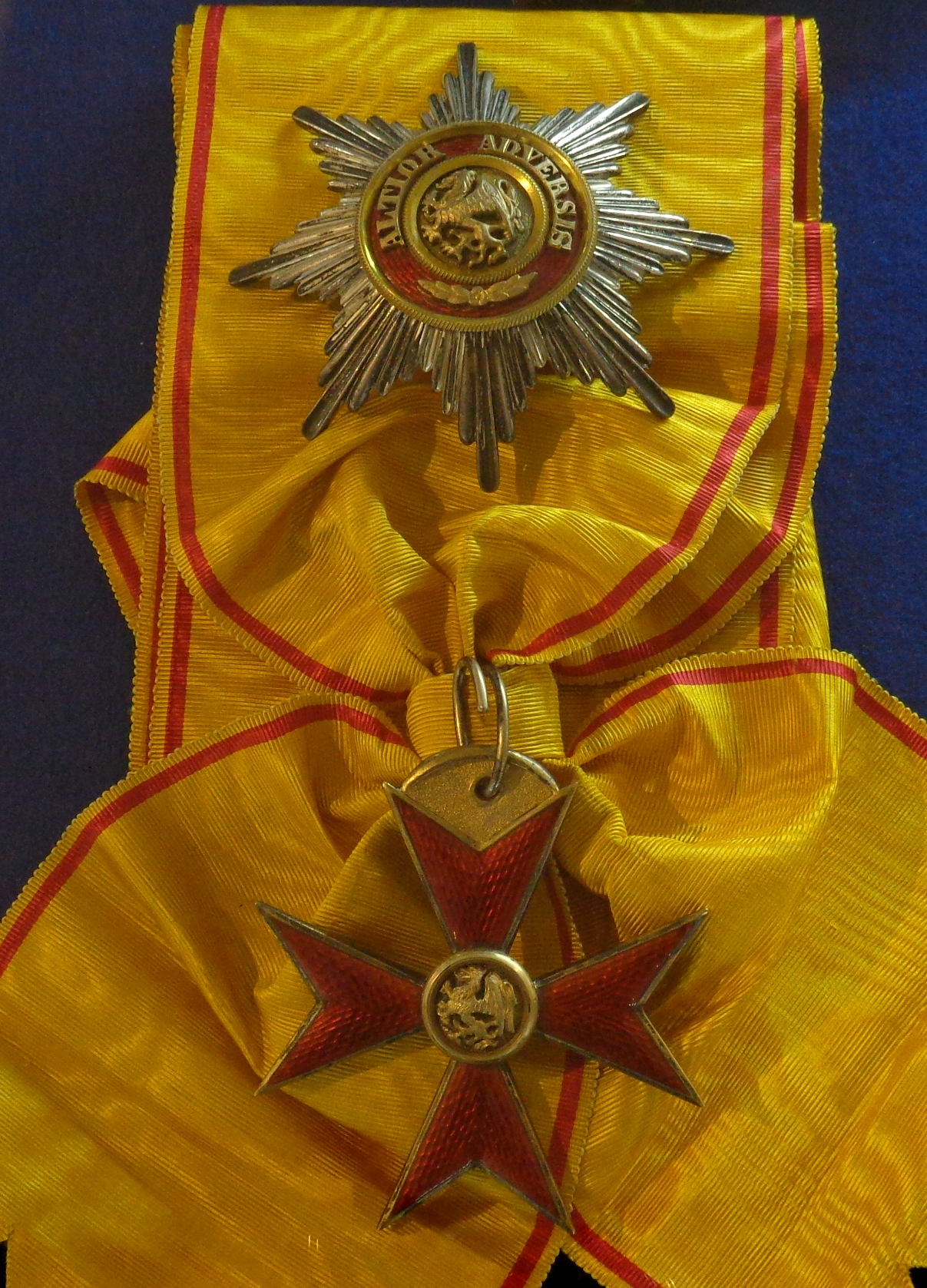
Gran Cruz de la Orden.

La Orden del Grifón (en alemán: Greifenorden) fue una orden del Gran Ducado de Mecklemburgo-Schwerin. Fundada el 15 de septiembre de 1884, fue creada para honorar benevolencia y servicio público destacado. En agosto de 1904, la Orden del Grifón fue extendida a los ciudadanos del Gran Ducado de Mecklemburgo-Strelitz, con los gobernantes de los dos grandes ducados sirviendo conjuntamente como Grandes Maestres de la orden.

## Clases
La Orden del Grifón era concedida en tres clases con seis grados:
Primera clase
- Gran Cruz

Segunda clase
- Cruz de Gran Comandante
- Cruz de Comandante
- Cruz de Honor (o Cruz de Oficial)

Tercera clas
- Cruz de Caballero con Corona
- Cruz de Caballero